# Cheilotrichia tenuifurca
Cheilotrichia tenuifurca är en tvåvingeart som beskrevs av Podenas och Gelhaus 2001. Cheilotrichia tenuifurca ingår i släktet Cheilotrichia och familjen småharkrankar.
Artens utbredningsområde är Mongoliet. Inga underarter finns listade i Catalogue of Life.